# Niepokazek krzyżnik
Niepokazek krzyżnik (Mycetina cruciata) – gatunek chrząszcza z rodziny wygłodkowatych i podrodziny Lycoperdininae. 

## Taksonomia
Gatunek ten opisany został po raz pierwszy w 1783 roku przez Johanna Gottlieba Schallera pod nazwą Chrysomela cruciata.

## Morfologia
Chrząszcz o owalnym, lekko wypukłym ciele długości od 3,8 do 4,5 mm. Ubarwiony jest lśniąco, jaskrawo czerwono z czarnym wzorem na pokrywach, złożonym z dwóch plam na każdej pokrywie: podłużnej wzdłuż szwu i poprzecznej w połowie długości. Typowo plamy te łączą się ze sobą w kształt krzyża, ale u ab. celebra plamy poprzeczne są małe i oddzielone od przepaski podłużnej. Długość trzeciego członu czułków nie przekracza dwukrotności długości członu poprzedniego. Przedplecze jest krótkie, znacznie szersze niż długie, z głęboką bruzdą u nasady i wyraźnymi bruzdami po bokach, o silnie wystających kątach przednich, na szeroko wykrojonej przedniej krawędzi zaopatrzone w błonę strydulacyjną. Powierzchnia tarczki jest gładka. Pokrywy są jajowate z dobrze rozwiniętymi guzami barkowymi, nieowłosione, skąpo i delikatnie punktowane. Szerokie przedpiersie ma tylny wyrostek sięgający za panewki przednich bioder. Dymorfizm płciowy silnie zaznacza się w budowie odnóży środkowej i tylnej pary. U samca wierzchołki ich goleni są zagięte dośrodkowo, a w tylnej parze mają ponadto wcięcia na krawędziach wewnętrznych.

## Ekologia i występowanie

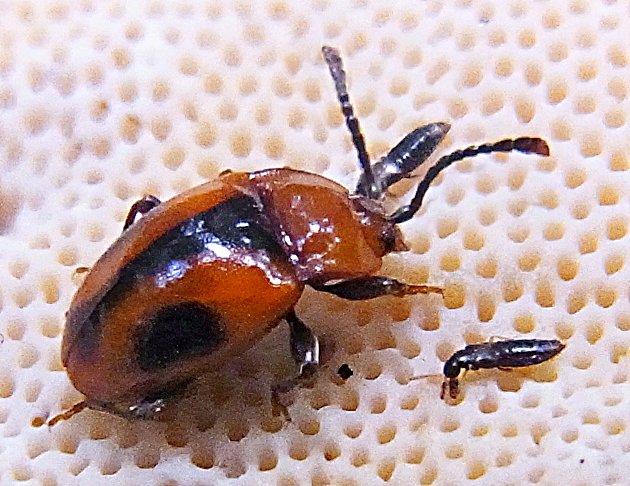
Imago na hubie w towarzystwie kusakowatych

Owad ten zasiedla głównie lasy. Jest mykofagiczny, przy czym osobniki dorosłe uzupełniają dietę grzybową sokiem wyciekającym z ran na drzewach. Bytuje w wilgotnych miejscach pod zagrzybiałą korą i w butwiejącym drewnie pniaków i pni drzew liściastych i iglastych (szczególnie świerków i sosen) oraz w grzybach nadrzewnych. Spotykany jest rzadko i sporadycznie.
Gatunek palearktyczny. W Europie znany z Białorusi, Belgii, Bośni i Hercegowiny, Bułgarii, Chorwacji, Czarnogóry, Czech, Danii, Estonii, Finlandii, Francji, Grecji, Hiszpanii, Holandii, Liechtensteinu, Litwy, Luksemburgu, Łotwy, Mołdawii, Niemiec, Norwegii, Polski, Rumunii, Serbii, Słowacji, Słowenii, Szwecji, Szwajcarii, Ukrainy, Węgier i Włoch. Poza Europą znany z Kaukazu. Na północ sięga południa Fennoskandii i Karelii, a na zachód do Pirenejów. W Polsce znany głównie z pogórzy, ale prawdopodobnie występuje w całym kraju.